# Vittorio le vampire
Vittorio le vampire (titre original : Vittorio the Vampire) est le second livre des Nouveaux Contes des vampires de la romancière américaine Anne Rice. Pour la première fois, le personnage principal, Vittorio, n’apparaît pas dans d’autres livres des Chroniques des vampires.

## Résumé
Au XXe siècle, depuis son château dans la partie nord de la Toscane, Vittorio écrit le récit tragique de sa vie.
En 1450, Vittorio di Raniari est un noble italien de seize ans, lorsque sa famille est assassinée par un puissant et ancien clan de vampires. L'image des têtes coupées de ses frères et sœurs, les yeux fixés sur lui, le frappe de façon permanente. Vittorio, cependant, échappe à une fin si terrible grâce à l'intervention d'un autre vampire.
Après s'être occupé de l'enterrement de sa famille, Vittorio rassemble les richesses qu'il peut et s'enfuit vers Florence, loin des vampires, sous l'aile protectrice du soleil.
À la tombée de la nuit, Vittorio arrive dans le plus étrange des villages, car il n'y a pas de mendiants dans la rue, pas de personnes âgées, pas de malades ni de mourants. Pourtant, son esprit lugubre l'empêche de s'en rendre compte. Il comprend néanmoins assez vite que quelqu'un le traque et, assez inquiet, il cherche un abri dans une auberge.
Ursula, le vampire qui a empêché les autres membres de son groupe de tuer Vittorio, se cache derrière la fenêtre de sa chambre. Elle tente de le séduire, tout en le vidant de son sang et en lui donnant du sien.
Vittorio est conduit par Ursula dans l'antre du clan, dans le but de l'y intégrer. C'est un ancien château, où Vittorio découvre des nombreux jardins remplis de vieillards et d'enfants malades ; il se rend soudain compte que s'y trouvent certaines des personnes qu'il avait rencontrées au village. Vittorio assiste alors à une fête importante qui se déroule comme un rituel par le chef du clan des vampires. Certaines personnes sont sélectionnées dans les jardins pour être sacrifiées afin de satisfaire la soif de sang des vampires.
Vittorio refuse le « don ténébreux » et Ursula parvient à empêcher les autres vampires de le tuer. Le clan l'abandonne dans un village. Alors qu'il marche, Vittorio voit deux anges, Ramiel et Setheus, se disputer devant une porte. Les anges sont tout aussi surpris que lui que Vittorio puisse les voir (il apprendra plus tard qu'ils sont les anges guides de son idole, Fra Filippo Lippi). Avec leur aide, l'aide des propres anges et celle d'un très puissant ange armé, Mastema, Vittorio complote sa vengeance contre les vampires, qui envahissent les terres et tuent des innocents (incidemment, les propres anges directeurs de Vittorio ne jouent pas un grand rôle ; bien qu'ils soient souvent présents, ils sont insignifiants et ténébreux, et nous ne connaissons pas leurs noms).
L'attaque a lieu dans la journée et consiste à décapiter les vampires pendant leur sommeil. Les têtes sont ensuite jetées au soleil où elles se flétrissent et meurent. Quand vient le temps de décapiter Ursula, Vittorio découvre qu'il ne peut pas faire cela même si les anges le lui demandent. À la place, il libère Ursula dans l'espoir de sauver son âme. En quelques minutes, Vittorio est amené à devenir un vampire et le désir de sang vainc tout ce qu'il sait.
Dans les dernières pages, Ursula et Vittorio jouent comme Bonnie et Clyde, qui tuent et boivent jusqu'à ce qu'ils soient rassasiés. Ces deux amoureux restent ensemble pendant de nombreuses années.
Vittorio est unique de deux manières: il peut voir des anges et les âmes humaines qui s'échappent. À la fin du livre, il lui reste le don de voir les âmes humaines, qui apparaissent de chaque personne décédée comme une lumière intense et brillante. Mastema lui dit qu'il ne pourra jamais s'en débarrasser et que chaque fois qu'il prendra une vie humaine, il témoignera de l'extinction de l'âme.